# Игошин, Роман Викторович
Роман Викторович Игошин (2 октября 1974, Дзержинск, Горьковская область, РСФСР, СССР — 17 ноября 1999, Ботлихский район, Дагестан, Россия) — командир взвода 31-й десантно-штурмовой бригады, старший лейтенант. Герой Российской Федерации.

## Биография
Родился 2 октября 1974 года в городе Дзержинск Нижегородской области. Русский. Учился в Дзержинской школе № 1.
В 1992 году окончил Казанское суворовское военное училище.
В Вооружённых Силах с 1992 года. В 1996 году с отличием окончил Рязанское высшее воздушно-десантное командное училище. Службу проходил в Ульяновской области, в 31-й отдельной гвардейской десантно-штурмовой бригаде.
16 августа 1999 года убыл для выполнения специального задания в Республику Дагестан.
10 сентября 1999 года, ночью, при освобождении населённого пункта Анди, старший лейтенант Роман Игошин выдвинул взвод вплотную к позициям боевиков, вскрыл их систему огня и обороны, что позволило командованию спланировать ведение боя. 11 сентября 1999 года во время боя, замаскировав взвод в непосредственной близости от позиций боевиков, внезапно открыл огонь. Воспользовавшись замешательством мятежников, смело и решительно атаковал взводом, захватив два дома на окраине населённого пункта, которые составляли основу обороны боевиков. Это позволило основным силам батальона войти в населённый пункт без потерь.
В ночь с 16 на 17 ноября 1999 года во время боёв в районе населённого пункта Анди группа старшего лейтенанта Р. В. Игошина попала в засаду и была окружена группой боевиков. Отвергнув предложение боевиков сдаться, старший лейтенант Игошин организовал круговую оборону и руководил боем до последней минуты.
Указом Президента России от 23 марта 2000 года за мужество и героизм, проявленные при исполнении воинского долга в Республике Дагестан, старшему лейтенанту Игошину Роману Викторовичу присвоено звание Героя Российской Федерации (посмертно). Золотая звезда вручена матери героя в июне 2000 года командующим ВДВ генерал-полковником Георгием Шпаком.
Похоронен на Заволжском кладбище в Ульяновске.
Награждён орденом Мужества и золотыми часами.

## Память
- Именем Романа Игошина названа улица в Ульяновске
- В городе Дзержинск на здании школы № 1, в которой учился Герой, установлена мемориальная доска.
- В Казанском Суворовском училище[1] проводится Межрегиональный турнир по Армейскому рукопашному бою памяти Героя России Романа Игошина.
- Роман Игошин зачислен навечно в списки 2 роты суворовцев Казанского суворовского военного училища.